# Уварова, Анна Валентиновна
А́нна Валенти́новна Ува́рова (27 мая 1968, Москва — 1 июня 2020, Руза, Московская область) — российский журналист, медиаменеджер, педагог. Одна из создателей первого делового телеканала России. Главный редактор РБК-ТВ (2009—2012). Член Союза журналистов России (с 2002).

## Биография
Родилась 27 мая 1968 года в Москве. В 1986 году окончила среднюю школу № 656 им. Макаренко
Продолжила обучение в МГУ имени М. В. Ломоносова, на факультете журналистики. В 1992 году получила диплом по специальности литературный работник радиовещания.
Была редактором и ведущей на первой деловой коммерческой радиостанции («Камертон»). Работала на «Маяке».
Работу на телевидении Уварова начинала корреспондентом НТВ в 1995 году. В 1997 перешла на «РЕН-ТВ», где в течение 6 лет работала шеф-редактором вечерних новостей.

### РБК (2002—2012)
В 2002 году Уварова приняла приглашение Михаила Ермолаева возглавить Службу информации РБК-ТВ. Создатель и руководитель первой в России информационной службы ТВ потокового вещания (2002—2007), заместитель главного редактора (2007—2009), главный редактор (2009—2012).
До РБК-ТВ в России не было традиции создания новостей, ориентированных под бизнес-формат. Внутри телеканала была налажена программа обучения сотрудников. В 2007 году вещание канала распространилось от Португалии до Камчатки. К 2011 году ежемесячная аудитория РБК-ТВ достигла 17,4 млн человек. Телеканал стал обладателем одной из самых современных студий на российском телевизионном рынке. Под руководством А. Уваровой уже в первый год вещания телеканала РБК новостные выпуски выходили каждые полчаса. Никогда прежде российское телевидение не работало в подобном режиме. 36 выпусков программы «Новости» ежедневно, с 7 утра до 1 часа ночи.
2 ноября 2011 г. РБК-ТВ получил статус федерального телевизионного канала. В 2011 году на должность генерального директора был назначен Александр Любимов). 14 декабря 2012 года по согласованию сторон Анна Уварова официально покинула телеканал.

### ОТР
В декабре 2012 от Александра Герасимова Уваровой поступило предложение присоединиться к команде ОТР (Общественного телевидения России). Уварова разрабатывала концепцию новостных выпусков, набирала сотрудников в департамент информационного вещания. Главный сменный редактор дирекции информации ОТР (2013—2016).

## НИУ ВШЭ (Высшая школа экономики)
В 2016 году Анна Уварова приняла решение сосредоточиться на педагогической деятельности.
С октября 2016 по май 2020 — доцент НИУ ВШЭ (Высшая школа экономики).
Скончалась 1 июня 2020 года. В память о ней коллеги и друзья выпустили сборник воспоминаний «In memoriam. Анна Уварова (1968—2020)» (ISBN 978-5-89769-861-5).

## Награды
- 2003 Лауреат премий 6-го ЕАТФ (Евразийский телефорум) за документальный фильм «Победный расчет»[5]
- 2005 Премия Центризбиркома
- 2006 Лауреат Всероссийского конкурса ЦИК РФ и Союза Журналистов России «За лучший материал в СМИ», программа «Интрига дня»
- 2008 Лауреат премии Eutelsat Hot Bird TV Awards[2][6], категория «Новостной телеканал»

## Фильмография
Руководитель проектов:
- 2006 документальный фильм «Охотный ряд»
- 2007 документальный фильм «Победный расчет»

Руководитель документальных проектов студентов НИУ ВШЭ:
- Специальный репортаж «Сирийский крест»
- Специальный репортаж «Аргументы студентов для работы волонтерами»
- Специальный репортаж «Кто и как кормит бездомных»
- Специальный репортаж «Мусорные войны»
- Специальный репортаж «Недоступная доступная среда»
- Специальный репортаж «Обесшайбленные».
- Специальный репортаж «Герои своего времени»

И др.